# Новоазовська міська територіальна громада
Новоазовська міська громада — номінально утворена територіальна громада в Україні, у Кальміуському районі Донецької області. Адміністративний центр — місто Новоазовськ.
Територія утвореної територіальної громади є тимчасово окупованою.
Утворена розпорядженням Кабінету Міністрів України від 12 червня 2020 р. № 710-р.

## Населені пункти
До складу громади входить місто Новоазовськ, 2 селища (Обрив, Сєдове) та 37 сіл: Азов, Безіменне, Бессарабка, Веденське, Верхньошироківське, Веселе, Вітава, Гусельникове, Качкарське, Клинкине, Ковське, Козацьке, Козлівка, Кузнеці, Куликове, Маркине, Митьково-Качкарі, Набережне, Олександрівське, Паланка, Патріотичне, Порохня, Приморське, Роза, Самійлове, Самсонове, Саханка, Сєдово-Василівка, Соснівське, Ужівка, Українське, Фролівське, Холодне, Хомутове, Хрещатицьке, Шевченко та Щербак.